# Златно момче
„Златно момче“ (на турски: Yalı Çapkını; в превод: yalı – къща, вид лятна крайбрежна вила; çapkın – женкар, в най-близък превод: Женкарят от имението) е драматичен и романтичен турски телевизионен сериал, продуциран от OGM Pictures, чийто първи епизод е излъчен на 23 септември 2022 г., режисиран от Бурджу Aлптекин и Aлптекин Бозкурт, по сценарий на Meхмет Баръш Гюнгер, Лейля Услу Oтер, Eкин Aкчай, Чааръ Чам и Зейнеп Бонче. Главните роли се изпълняват от Афра Сарачоолу, Мерт Рамазан Демир и Четин Текиндор. Сериалът, който се състои от 3 сезона, приключва със своя 101-ви епизод, излъчен на 4 април 2025 г.  Това е последния приключил сериал на Star TV, започнал преди ноември 2024 година,  последния и с най-голям брой епизоди едновременно, заснет по книга на психиатърката доктор Гюлсерен Будайъджъоолу, чупейки предишния рекорд от сериал по нейна книга - поставен от имащия 87 епизода "Истанбулска невеста", а понастоящем - и седмичният сериал на Star TV с най-много епизоди, като е първият и засега - и единственият такъв на телевизията с трицифрен брой епизоди, счупвайки предишният рекорд на седмичен сериал на телевизията - поставен от имащия 97 епизода сериал "На парчета".

## Сюжет
Ферит Корхан е израснал в заможно семейство и е свикнал да не си отказва нищо. Безкрайни партита, нови приятелки – това е обичайното ежедневие на един безделен млад мъж, който не се интересува от бъдещето или каквито и да било постижения в живота. Поведението на Ферит разстройва дядо му, уважавания бижутер Халис Корхан. За да осигури прехраната на семейството си и да постигне достойно положение, мъжът работил усилено и знае стойността на всяка спечелена монета. Когато полицията идва да претърси имението на Корхан, Халис осъзнава, че трябва да вземе съдбата на разглезения си внук в свои ръце. Той решава да намери на човека достойна булка от родния му Антеп. Изборът пада върху Суна Шанлъ, тихо момиче от бедно, но уважавано семейство. На годежа всичко не върви по план и накрая булка на Ферит става сестрата на Суна, Сейран, която изобщо не иска да се омъжва. След брака семействата Корхан и Шанлъ се сблъскват с много проблеми. 

## Актьорски състав
- Афра Сарачоолу – Сейран Шанлъ Корхан
- Мерт Рамазан Демир – Ферит Корхан
- Четин Текиндор – Халис Корхан
- Гюлчин Сантърджъоглу – Ифакат Корхан
- Шериф Сезер – Хатидже (Хатуч) Шанлъ Корхан
- Емре Алтуу – Орхан Корхан
- Гьозде Кансу – Гюлгюн Корхан
- Догукан Полат -- Фуат Корхан
- Ознур Серчелер -- Асуман Корхан
- Ерсин Аръджъ – Абидин Корхан
- Берил Позам – Суна Шанлъ Корхан
- Хюля Дуяр – Шефика
- Дирен Полатоулларъ – Кязъм Шанлъ
- Сезин Бозаджъ – Есме Шанлъ
- Ийт Тунджай – Латиф
- Тюркю Су Демирел – Серпил Кескин
- Армаган Оуз – Карам
- Ариф Селчук – Дженгиз
- Инджи Сефа Джингьоз – младата Хатидже
- Мине Туугай – Дефне
- Фърат Челик – Ефе Хан
- Хакан Айдън – Махо
- Мехмет Есен – Вахит
- Дженан Чамюрду – Садък
- Уур Демирпехливан – Мехвеш
- Баръш Фалай – Решат Адемоолу
- Мухамед Джангьорен – Сафет Ихсанлъ ага
- Билге Джан Гьокер – Назан Ихсанлъ
- Мехмет Билге Аслан – Ахмет Гюнейер
- Бетюл Актел – Невра
- Туфан Гьокпънар – Сертер Йозер
- Тамер Левент – Граф Зия
- Джихан Талай – Джошкун
- Джансу Фърънджъ – Ибрахим
- Мендерес Саманджълар – майстор Неджип
- Доукан Полат – Фуат Корхан
- Умут Гезер – Юсуф
- Джемре Гюмели – Талих Йозгюн
- Ирем Алтуу – Султан
- Селен Йозбайрак – Диджле
- Севджан Яшар – Синем
- Сабрийе Гюнюч – Айсел
- Мурат Байкан – Йокеш ага
- Биннур Кая – Нюкхет Корхан
- Мелих Йозкая – Акън
- Али Йонер – Дорук
- Нила Яри – Едже
- Чигдем Сакаря – Фикрийе Кескин
- Бюшра Алнътемиз – Пъръл Йълмаз
- Илкай Кайку – Мезиде
- Баран Бьолюкбашъ – Тарък Ихсанлъ
- Едиз Акшехир – Сафет Ихсанлъ
- Тургут Тунчалп – Шехмуз Йълмаз
- Назми Кърък – Таяр
- Топрак Саалам – Зерин Йълмаз
- Буче Бусе Кахраман – Пелин Йълмаз
- Тилбе Саран – психолог
- Селин Думлугьол – Гонджа
- Таро Емир Текин – Кая Сьонмез
- Йознур Серчелер – Асуман Корхан
- Айшен Четинер – Нуртен
- Джем Сьокют – Синан Кантарджъ
- Пелин Акил – Дияр
- Деря Алабора – Айля Кантарджъ
- Ахмет Сарачоолу – Мюмтаз Кантарджъ
- Алпер Тюреди – Иляс
- Мине Тебер – Бинназ
- Хазал Араджъ – Бетюл
- Енес Бай – Тайфун
- Гюлен Гедикоолу – Айшен Шамлъ
- Розет Хубеш – Чичек

## Излъчване
| Сезон | Епизоди | Начало на сезона  | Край на сезона | Всички епизоди | ТВ сезон    | ТВ Канал | Дата и час              |
| ----- | ------- | ----------------- | -------------- | -------------- | ----------- | -------- | ----------------------- |
| 1     | 36      | 23 септември 2022 | 9 юни 2023     | 1 – 36         | 2022 – 2023 | Star TV  | петък/вторник (20:00)   |
| 2     | 37      | 15 септември 2023 | 7 юни 2024     | 37 – 73        | 2023 – 2024 | Star TV  | петък/четвъртък (20:00) |
| 3     | 28      | 13 септември 2024 | 4 април 2025   | 74 – 101       | 2024 – 2025 | Star TV  | петък (20:00)           |

- 32-ият епизод от сериала, който е планиран да бъде излъчен на 12 май 2023 г., е отменен поради излъчване на предаване за предстоящите избори в Турция и е излъчен следващата седмица на 16 май 2023 г. (вторник).
- 42-ият епизод от сериала, който е планиран да бъде излъчен на 20 октомври 2023 г., но е отменен, тъй като е обявен 3-дневен национален траур заради Палестинско-израелската война през 2023 г., е излъчен на 26 октомври 2023 г. (четвъртък), и 43-ти епизод е излъчен на следващия ден (петък, 27 октомври 2023 г.) вместо на следващата седмица.

## Излъчване в България
| Сезон | Епизоди | Начало на сезона    | Край на сезона   | Всички епизоди | ТВ сезон    | ТВ канал  | Дата и час           |
| ----- | ------- | ------------------- | ---------------- | -------------- | ----------- | --------- | -------------------- |
| 1     | 81      | 11 декември 2023 г. | 1 април 2024 г.  | 1 – 81         | 2023 – 2024 | bTV Story | всеки делник (20:00) |
| 2     | 89      | 2 април 2024 г.     | 2 август 2024 г. | 82 – 170       | 2024        | bTV Story | всеки делник (20:00) |
| 3     | 65      | 2025 г.             | 2025 г.          | 171 –235       | 2025        | bTV Story | всеки делник (20:00) |

## В България
В България сериалът започва на 11 декември 2023 г. по bTV Story. Първият сезон завършва на 1 април 2024 г. На 2 април започва втори сезон и завършва на 2 август. На 18 декември стартира излъчване по bTV и завършва на 9 август. На 24 декември 2024 г. започва повторно излъчване на първи и втори сезон по bTV Story. Дублажът е записан в студио Медиа Линк. Ролите се озвучават от Яница Маслинкова, Таня Димитрова, Илиян Пенев, Васил Бинев и Станислав Димитров.
- Васил Бинев, който озвучава Кязъм, получава награда „Икар“ в категория „Най-добър дублаж“ при мъжете.[6]